# Танцюра Гнат Трохимович
Гнат Трохи́мович Танцю́ра (10 червня 1901, село Зятківці, нині Гайсинського району Вінницької області — 12 листопада 1962, місто Гайсин Вінницької області) — український фольклорист, етнограф, краєзнавець і педагог. Зібрав понад 2500 українських пісень (із мелодіями).
Автор друкованих праць: «Жіноча доля в народних піснях» (1930), «Записки збирача фольклору», «Цвіте калинонька».
Танцюра підготував збірник «Пісні Явдохи Зуїхи» (1965), в якому подано 925 найкращих зразків із репертуару співачки.
Рукописні праці — «Історія с. Зятківці», «Весілля в с. Зятківцях» та інші — становлять окремий фонд в Інституті мистецтвознавства, фольклору та етнографії АН УРСР.

## Біографія

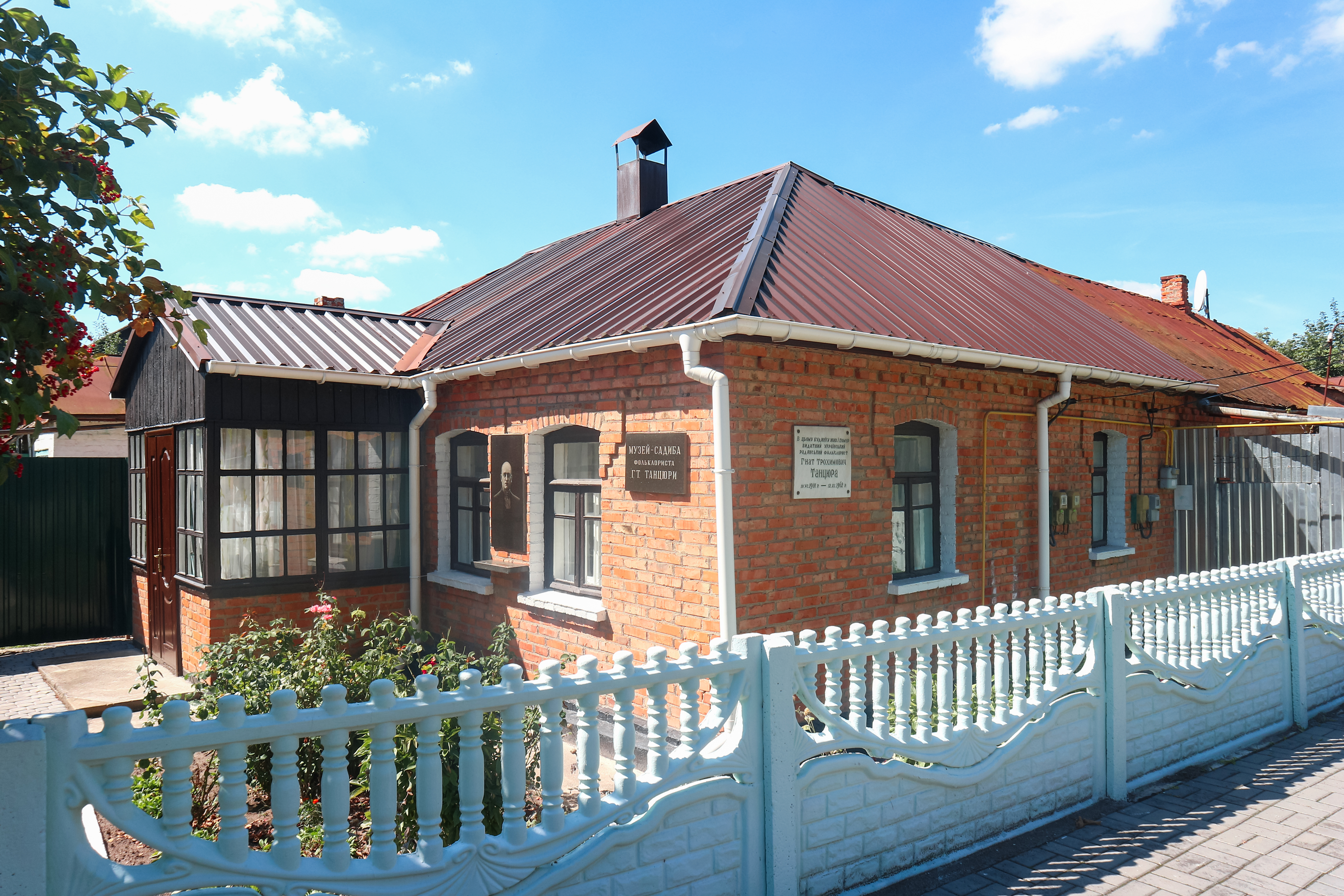
Музей-садиба у місті Гайсин

Гнат Трохимович Танцюра народився 10 червня 1901 року в селі Зятківці Гайсинського повіту Кам'янець-Подільської губернії (нині — Гайсинського району Вінницької області) в багатодітній малоземельній родині хліборобів-ткачів.
1885 року в Зятківцях відбувся виступ селян проти поміщика — непримиренна боротьба за землю. Серед керівників бунту були К. Кожушаний, В. Форись, К. Дмитренко, а головою комітету повстанців обрано Омелька Танцюру — Гнатового діда. У період революції 1905—1907 pp. у Зятківцях відбувся страйк сільськогосподарських робітників, що теж був придушений. Перекази про тернисті шляхи сільської історії Гнат чув змалечку, вони відіграли важливу роль для його подальшої долі.
1912 року Г. Танцюра закінчив церковно-парафіяльну школу, а в перші роки Радянської влади — Зятковецьку трудову семилітню школу й педагогічні курси в м. Гайсині і з вересня 1921 року був призначений учителем у рідне село. Деякий час працював вихователем Гайсинського і Дашівського дитячих будинків. 1928 року Гнат вступив до Харківського музично-драматичного інституту, але через хворобу (гемофілія) був змушений залишити навчання й повернутися в Зятківці. 1932 року він заочно закінчив мовно-літературний факультет Вінницького інституту соціального виховання, працював учителем Клебанської середньої школи Тульчинського району на Вінниччині. З 1944 по 1951 pp. — викладач мови та літератури Гайсинської середньої школи № 4.